# Scotussa daguerrei
Scotussa daguerrei är en insektsart som beskrevs av Liebermann 1947. Scotussa daguerrei ingår i släktet Scotussa och familjen gräshoppor. Inga underarter finns listade i Catalogue of Life.